# Martin Willer
 Der er for få eller ingen kildehenvisninger i denne artikel, hvilket er et problem. Du kan hjælpe ved at angive troværdige kilder til de påstande, som fremføres i artiklen.

Martin Willer er en dansk forfatter.
Willer er uddannet cand.mag. i medievidenskab fra Københavns Universitet i 2009. Han har siden arbejdet på blandt andet et reklamebureau og som skaklærer. Han udgav sin første novelle i 2013, og første bind i ungdomsromanserien Den utrolige Scott Roddick i 2014. Første bog i serien hed Den utrolige Scott Roddick: Chronos Kommer, der siden blevet fulgt op af to bind mere. 
Fra 2020-2022 ejede og drev han forlaget Horizon Publish Ltd., der udgav romanerne Hypernova:Trinity, Alfa Trilogien, Lawrence & Jack (af: Frederik Jensen) og Prærieulve (af: Anders Jul).
Martin Willer bor i Stenløse. 